# Tour de Delta
El Tour de Delta son varias carreras ciclistas que se disputan en Delta, ciudad que forma parte del área metropolitana de Vancouver (Canadá).
Es un festival de ciclismo cuya primera edición fue en 2001, disputándose en formato critérium durante 3 días del mes de julio (viernes, sábado y domingo). El festival femenino se creó en 2011. En principio la carrera del viernes era un prólogo, hasta que en 2011 fue reemplazado por un critérium realizado en un circuito de 1,2 km. El segundo critérium se corre al día siguiente sobre un trazado de 0,9 km.
En 2013, la tercera prueba, que servía como carrera final del festival, cambió el formato de critérium; tras ella se hacían las clasificaciones finales -omnium- sumando los resultados de todas las pruebas, por lo que también quedó suprimida dicha clasificación general final. Este critérium final se transformó en una carrera profesional llamada oficialmente Delta Road Race que fue inscrita en el calendario internacional americano, dentro de la categoría 1.2 (última categoría del profesionalismo) y se realizó en un circuito de 11,6 km al que dieron 13 vueltas totalizando 151,19 km. Además, en 2014 también se sustituyó el critérium final femenino -quedando suprimida también la clasificación general final de todos los critériums- creándose en su lugar una carrera profesional femenina llamada oficialmente White Spot / Delta Road Race con las mismas características y categoría que la masculina, y disputada el mismo día, dando a ese mismo circuito 8 vueltas totalizando 93,04 km.

## Palmarés
| Año                             | Ganador            | Segundo               | Tercero         |           |
| ------------------------------- | ------------------ | --------------------- | --------------- | --------- |
| Tour de Delta ediciones amateur |                    |                       |                 |           |
| 2001                            | Graeme Miller      |                       |                 |           |
| 2002                            | Eric Wohlberg      |                       |                 |           |
| 2003                            | William Frischkorn | Tyler Farrar          | Danny Pate      |           |
| 2004                            | Gordon Fraser      |                       |                 |           |
| 2005                            | Kirk O'Bee         | Tyler Farrar          | Gordon Fraser   |           |
| 2006                            | Cameron Evans      | Kirk O'Bee            | Hilton Clarke   |           |
| 2007                            | Zachary Bell       | Andrew Pinfold        | Kirk O'Bee      |           |
| 2008                            | Zachary Bell       | Matt Shriver          | Andrew Pinfold  |           |
| 2009                            | Ryan Anderson      | Andrew Pinfold        | Will Routley    |           |
| 2010                            | David Veilleux     | Svein Tuft            | Zachary Bell    |           |
| 2011                            | Andrew Pinfold     | Carlos Eduardo Alzate | Ryan Anderson   |           |
| 2012                            | Steve Fisher       | Ryan Anderson         | Tommy Nankervis |           |
| ediciones profesionales         |                    |                       |                 |           |
| 2013                            | Steve Fisher       | Yannick Mayer         | Ryan Anderson   |           |
| Delta Road Race                 |                    |                       |                 |           |
| 2014                            | Jesse Anthony      | Ryan Anderson         | Pierrick Naud   |           |
| 2015                            | Eric Young         | Ryan Anderson         | Brandon Etzl    |           |
| 2016                            | Ryan Roth          | Bruno Langlois        | Steve Fisher    |           |
| 2017                            | John Murphy        | Ryan MacAnally        | Scott Law       |           |
| 2018                            | Adam de Vos        | Kaler Marshall        | Eric Young      |           |
| 2019                            | Sam Bassetti       | Kaler Marshall        | Florenz Knauer  |           |
| 2020                            | cancelada          | cancelada             | cancelada       | cancelada |
| 2021                            | cancelada          | cancelada             | cancelada       | cancelada |

## Palmarés por países
Solamente se contemplan las victorias profesionales.
| País           | Victorias |
| -------------- | --------- |
| Estados Unidos | 5         |
| Canadá         | 2         |